# Konstanty Kazimierz Mordas Bykowski
Konstanty Kazimierz Mordas Bykowski herbu Łopot (zm. w 1669 roku) – wojski mścisławski od 1666 roku, koniuszy żmudzki w latach 1659-1666, rotmistrz piechoty węgierskiej w 1654 roku.
Elektor Jana II Kazimierza Wazy w 1648 roku. Był elektorem Michała Korybuta Wiśniowieckiego z Księstwa Żmudzkiego w 1669 roku.